# Marek Strzyżowski
Marek Strzyżowski (ur. 1 stycznia 1989 w Sanoku) – polski hokeista, reprezentant Polski.

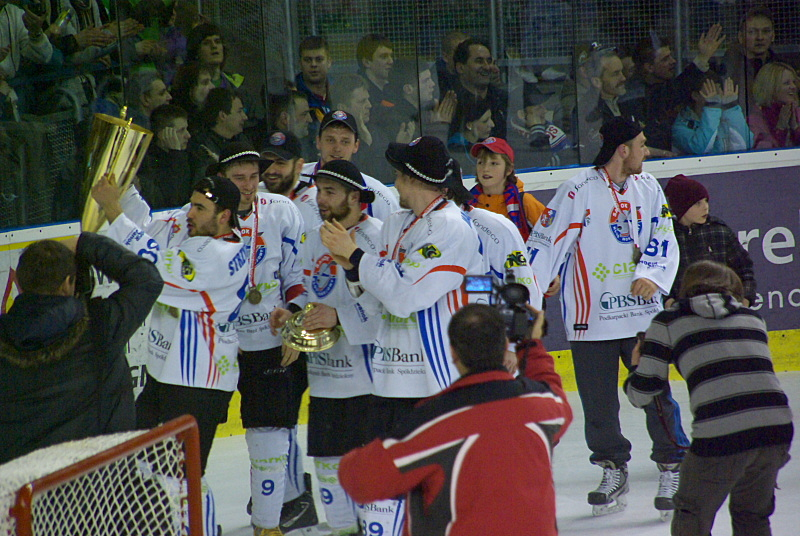
Marek Strzyżowski (po lewej z pucharem) po zdobyciu przez KH Sanok mistrzostwa Polski (14 marca 2012)

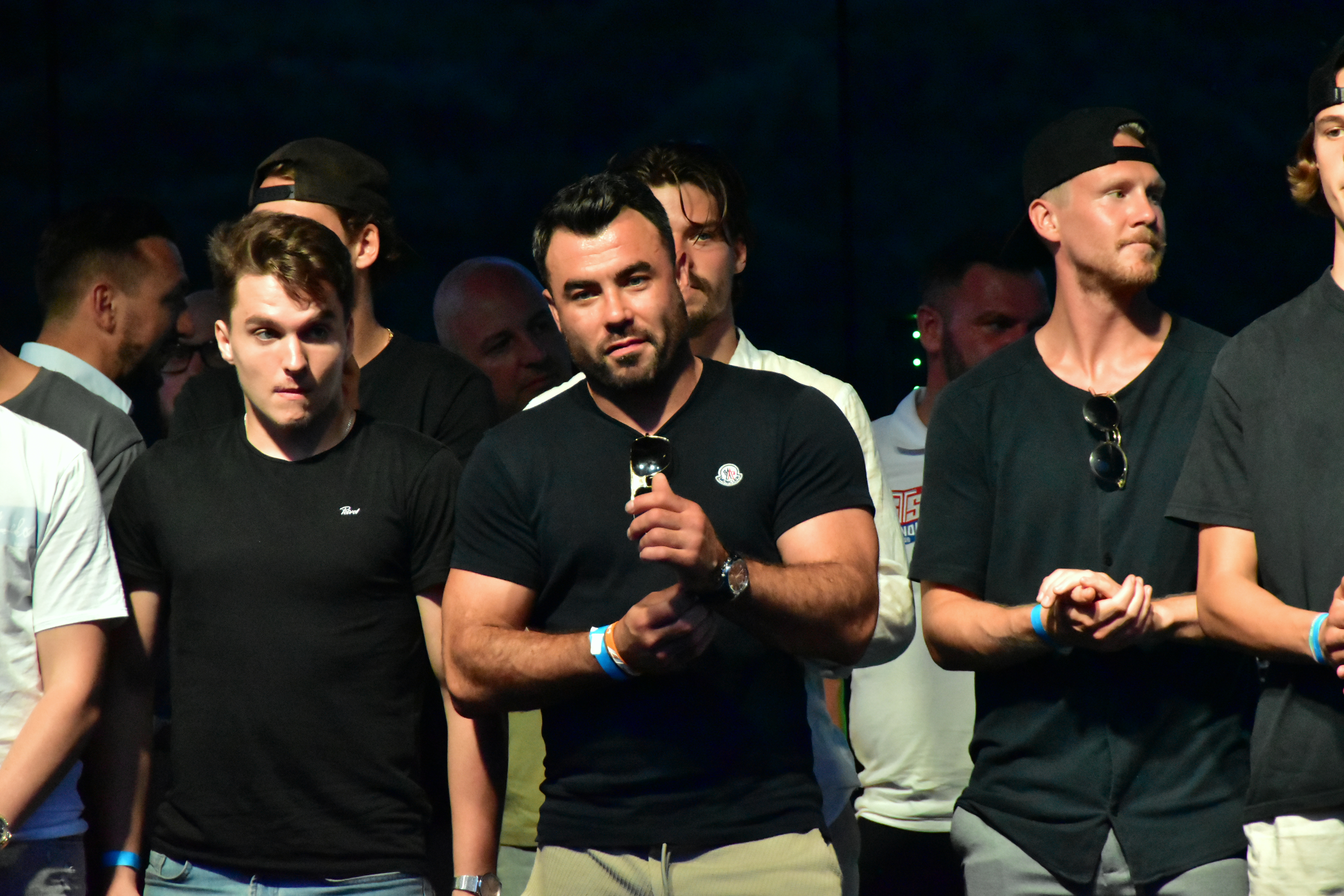
Marek Strzyżowski (w środku) podczas prezentacji drużyny STS Sanok (17 sierpnia 2024)

## Kariera
- SMS I Sosnowiec (2005-2007)
- KH Sanok → STS Sanok (2007-2016)
- Tauron KH GKS Katowice (2016-2019)
- UKS MOSiR Sanok (2019-2020)
- Ciarko STS Sanok (2020-2021)
- Marma Ciarko STS Sanok (2023-2024)
- Texom STS Sanok (2024-2025)

Wychowanek i zawodnik sanockiego klubu hokejowego. W marcu 2012 przedłużył o rok kontrakt z sanockim klubem. Od lipca 2016 był zawodnikiem Tauron KH GKS Katowice. Po sezonie 2018/2019 odszedł z tego klubu. W sezonie 2019/2020 grał w barwach UKS MOSiR Sanok w rozgrywkach 2. ligi słowackiej. 15 lipca 2020 został przedstawiony jako zawodnik reaktywowanego klubu STS Sanok, powracającego po czterech latach przerwy do występów w PLH edycji 2020/2021. Pod koniec grudnia 2021 ogłoszono rozwiązanie jego kontraktu. Na początku 2023 ogłosił zakończenie kariery zawodniczej. W połowie października 2023 ogłoszono jego powrót do składu klubu Marma Ciarko STS Sanok. Po raz ostatni w sezonie 2024/2025 w barwach STS zagrał 26 stycznia 2025 w meczu z KH Energa Toruń. Po tym meczu ligowym przeprowadzono rutynową kontrolę antydopingową w wyniku której w organizmie zawodnika wykryto amfetaminę czyli zakazaną substancję z grupy S6, po czym został zawieszony i nie zagrał już do końca sezonu 2024/2025, a następnie Panel Dyscyplinarny Polskiej Agencji Antydopingowej podał do wiadomości, że struktury POLADA zdyskwalifikowały Strzyżowskiego za stosowanie niedozwolonych środków dopingowych na okres 4 lat począwszy od 26 lutego 2025. W maju 2025 zawodnik wystosował publiczne oświadczenie w tej sprawie.
W składzie reprezentacji Polski do lat 18 uczestniczył w turnieju mistrzostw świata juniorów do lat 18 edycji 2007 (Dywizja I). W seniorskiej reprezentacji Polski zadebiutował 8 listopada 2012 roku w meczu z Estonią w ramach turnieju kwalifikacyjnego do ZIO 2014. 13 grudnia 2012 roku zdobył swojego pierwszego gola w kadrze w spotkaniu z Kazachstanem, a dzień później drugiego w meczu z Rumunią. 14 kwietnia 2013 roku zadebiutował na mistrzostwach świata podczas turnieju Dywizji I Grupy B 2013 w Doniecku. Premierowego gola na mistrzostwach świata zdobył 18 kwietnia 2013 roku w meczu przeciw Estonii (5:3). Rok później uczestniczył w turnieju Dywizji I Grupy B 2014 w Wilnie, podczas którego 23 kwietnia 2014 zdobył swojego drugiego gola na MŚ w meczu przeciw Holandii.
W trakcie kariery zyskał pseudonim Fryzjer.

## Sukcesy
Reprezentacyjne
- Awans do mistrzostw świata Dywizji I Grupy A: 2014

Klubowe
- Brązowy medal mistrzostw Polski żaków: 2001 z SKH Sanok[18]
- Puchar Polski: 2010, 2011 z Ciarko PBS Bank KH Sanok
- Złoty medal mistrzostw Polski: 2012, 2014 z Ciarko PBS Bank KH Sanok
- Finał Pucharu Polski: 2012, 2013, 2014 z Ciarko PBS Bank KH Sanok
- Srebrny medal mistrzostw Polski: 2018 z Tauron KH GKS Katowice
- Brązowy medal mistrzostw Polski: 2019 z Tauron KH GKS Katowice

Indywidualne
- Polska Hokej Liga (2013/2014):
  - Zwycięski gol w piątym meczu rywalizacji finałowej KH Sanok – GKS Tychy (2:0), przesądzający o zdobyciu tytułu mistrzowskiego[19]
- 2. liga słowacka 2019/2020:
  - Pierwsze miejsce w klasyfikacji strzelców w sezonie zasadniczym Grupy Wschód: 23 gole[20]
  - Pierwsze miejsce w klasyfikacji kanadyjskiej w sezonie zasadniczym Grupy Wschód: 40 punktów[21]
  - Pierwsze miejsce w klasyfikacji strzelców spośród wszystkich graczy w całym sezonie: 28 goli[22]
  - Pierwsze miejsce w klasyfikacji kanadyjskiej spośród wszystkich graczy w całym sezonie: 51 punktów[23]

Wyróżnienie
- Odkrycie sezonu w plebiscycie „Hokejowe Orły”: 2012[24]